# Les Femmes de mes amis
Pour plus de détails, voir Fiche technique et Distribution.
Les Femmes de mes amis (잘 알지도 못하면서, Jal aljido mothamyeonseo) est un film sud-coréen réalisé par Hong Sang-soo, sorti en 2009.

## Synopsis
Nanti d'une célébrité qui ne dépasse pas la scène indépendante, le cinéaste Koo Gyung-nam est invité à participer au festival du film de Jecheon. Avec l'idée de faire sur place quelques rencontres opportunes pour sa carrière, il a cependant plutôt tendance à y dormir pendant les projections, à la suite de soirées très arrosées. Il retrouve également sur les lieux un ancien ami qui lui présente sa jeune épouse. 
Quelques jours plus tard, et à la suite de certaines mésaventures lors de ce premier séjour, Koo Gyung-nam se rend cette fois-ci sur l'île de Jeju où il doit donner une conférences. Il y retrouve son ancien mentor, lequel est désormais marié à une femme qu'il a autrefois aimé.

## Fiche technique
- Titre : Les Femmes de mes amis
- Titre original : 잘 알지도 못하면서 (Jal aljido mothamyeonseo)
- Réalisation : Hong Sang-soo
- Scénario : Hong Sang-soo
- Pays d'origine : Corée du Sud
- Format : couleurs - numérique HD
- Genre : Comédie dramatique
- Durée : 126 minutes
- Dates de sortie : 
  -  Corée du Sud : 14 mai 2009
  -  France : 16 mai 2009 (Festival de Cannes) et 5 mai 2010 (sortie nationale)

## Distribution
- Kim Tae-woo : Koo Gyung-nam
- Uhm Ji-won : Kong Hyeon-hee
- Go Hyun-jung : Ko Soon
- Kong Hyeong-jin : Boo Sang-yong
- Jeong Yu-mi : Yoo Shin
- Yoo Joon-sang : Go

## Autour du film
Il s'agit du deuxième film de Hong Sang-soo à être tourné en numérique HD après son précédent long métrage Night and Day, sorti en 2008, et du premier tourné entièrement via sa propre société de production, Jeonwonsa Films.
Avec un budget de 100 000 $, le tournage débute à Jecheon, en août 2008, où le vrai festival international de musique et de film de Jecheon a lieu chaque année, avant de déménager sur l'île de Jeju, jusqu'en septembre.
Les femmes de mes amis fait partie de la sélection de la Quinzaine des réalisateurs lors du Festival de Cannes 2009. Il est également présenté au Festival international du film de Tokyo.

## Réception
Le film obtient une moyenne de 3,5/5 pour 18 titres presses sur Allociné.

## Éditions en vidéo
En France, le film est édité en DVD par Survivance, accompagné du court métrage Lost in the mountains (2009).